# Wiesebrücke
Die Wiesebrücke im baden-württembergischen Lörrach ist eine 96 Meter lange, eingleisige Eisenbahnbrücke über den Fluss Wiese und Teil der Bahnstrecke Weil am Rhein–Lörrach (Gartenbahn). Die stählerne Bogenbrücke im Mittelteil wird von zwei gemauerten, kleineren Bögen eingerahmt. Die Wiesebrücke befindet sich zwischen den Haltepunkten Lörrach Dammstraße und Weil am Rhein Ost.

## Geschichte

### Bau
Die Bauarbeiten zur Wiesebrücke begannen am 23. Februar 1888 mit dem Aushub der Braugrube für das östliche Widerlager. Die ersten 14 Fähle wurden mit einer Handzugramme eingeschlagen. Insgesamt waren 30 Arbeiter damit beschäftigt. Da die Arbeiten auf diese Weise nur langsam voran gingen, wurde ab dem 1. März eine dampfbetriebene Ramme eingesetzt. Damit konnten sechs Pähle pro Tag eingerammt werden. Nach den Gründungsarbeiten erfolgten die Maurer- und Steinhauerarbeiten. De Sandsteinquader wurden hauptsächlich aus den Brüchen bei Kenzingen und Hauingen bezogen. Die unbearbeiteten Sandsteine wurden vor Ort bearbeitet. Der vertraglich festgeschriebene Vollendungstermin vom 1. Juli 1889 konnte aufgrund eines ausgebrochenen Bergarbeiterstreiks nicht eingehalten werden. Die Fertigstellung erfolgte schließlich auf den 1. April 1890.

### Sprengung und Wiederaufbau
Ende des Zweiten Weltkriegs wurde sie am 24. April 1945 wegen der herannahenden französischen Truppen gegen 5 Uhr gesprengt. Am Tag zuvor sollte auch der westlich der Brücke gelegene Tüllinger Tunnel gesprengt werden, was durch zwei Weiler Bürger in letzter Minute verhindert werden konnte. Nach dem Krieg wurde eine Behelfsbrücke errichtet, welche mit maximal 10 km/h befahren werden durfte. 1953 wurde die Eisenbahnbrücke schließlich komplett wiederhergestellt.

## Beschreibung
Die Wiesebrücke besteht aus einer kombinierten Stahl- und Steinbogenbrücke, welche den Fluss Wiese im Lörracher Stadtteil Stetten überspannt. Der Mittelteil hat eine Spannweite von 52 Metern. Das Gesamtgewicht beträgt 190 Tonnen und die Höhe über dem Wasserspiegel beträgt rund 14 Meter. Östlich und westlich der Hauptbrücke führen zwei gemauerte Bogenkonstruktionen die Eisenbahntrasse über die Brücke. Die Gesamtlänge der Brücke beträgt 96 Meter. Zur Gründung der Brücke wurden 296 Pfähle in den Flussboden gerammt.
Der östliche Bogen überspannt die Wiesentalstraße bzw. die B 317 sowie den parallel verlaufenden Wiesentalradweg. Der westliche Bogen überspannt einen Spazierweg am Wieseufer.
Die Wiesebrücke ist die südlichste Wiesenbrücke auf dem Gemarkungsgebiet der Stadt Lörrach.

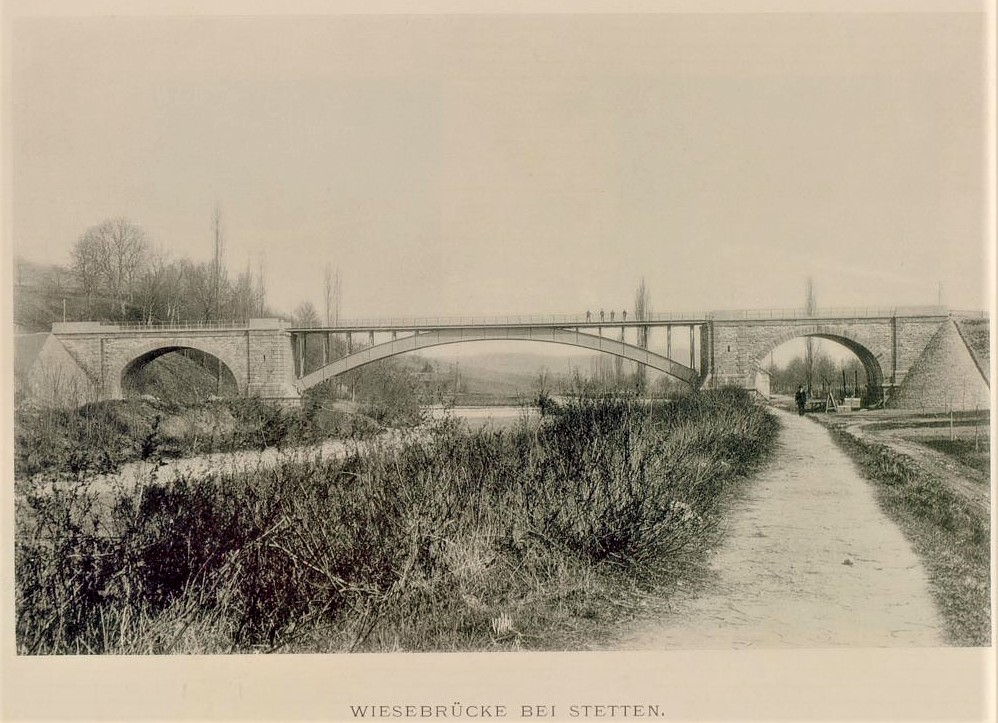
Wiesebrücke 1890
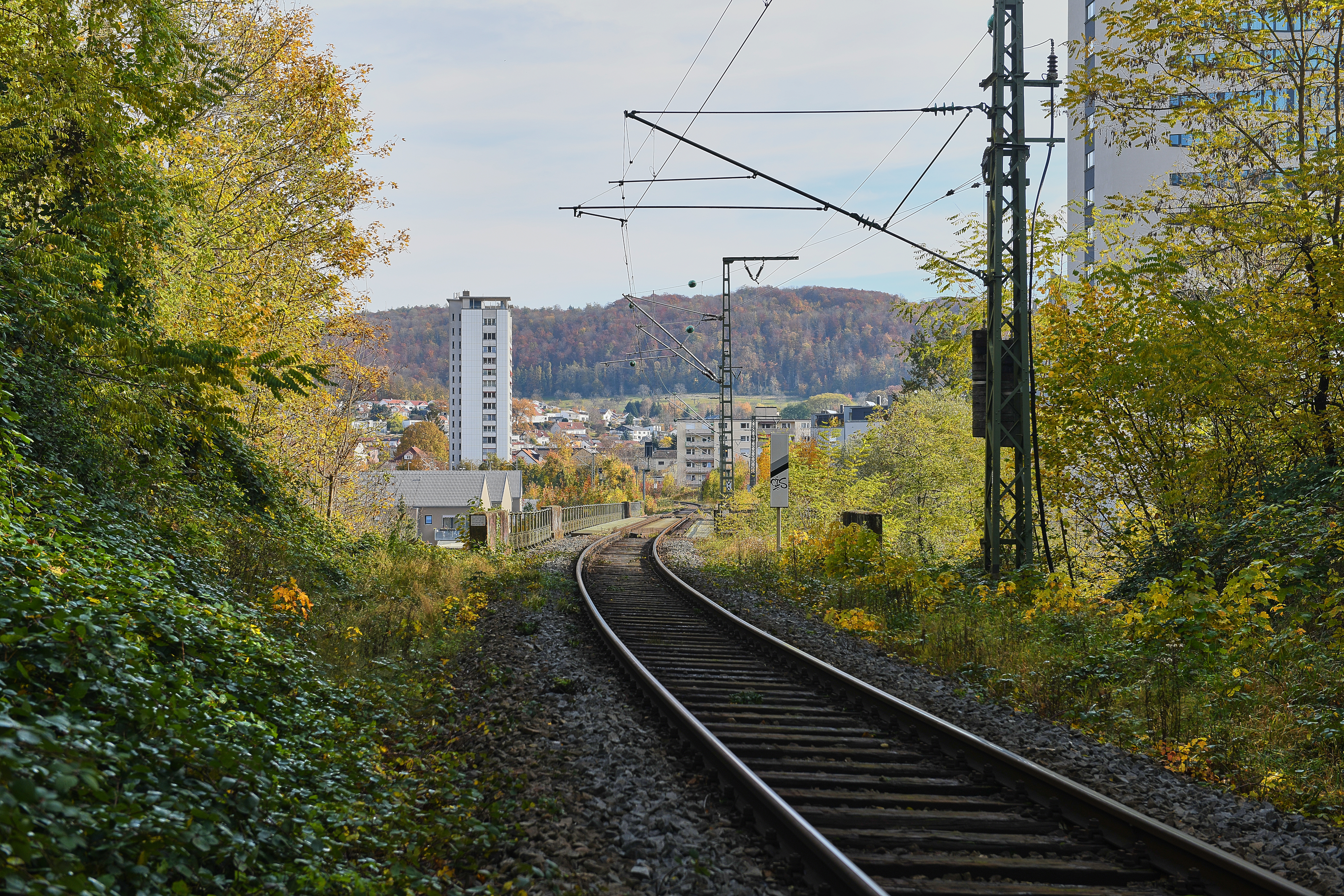
Blick zur Wiesebrücke vom Tüllinger Tunnel
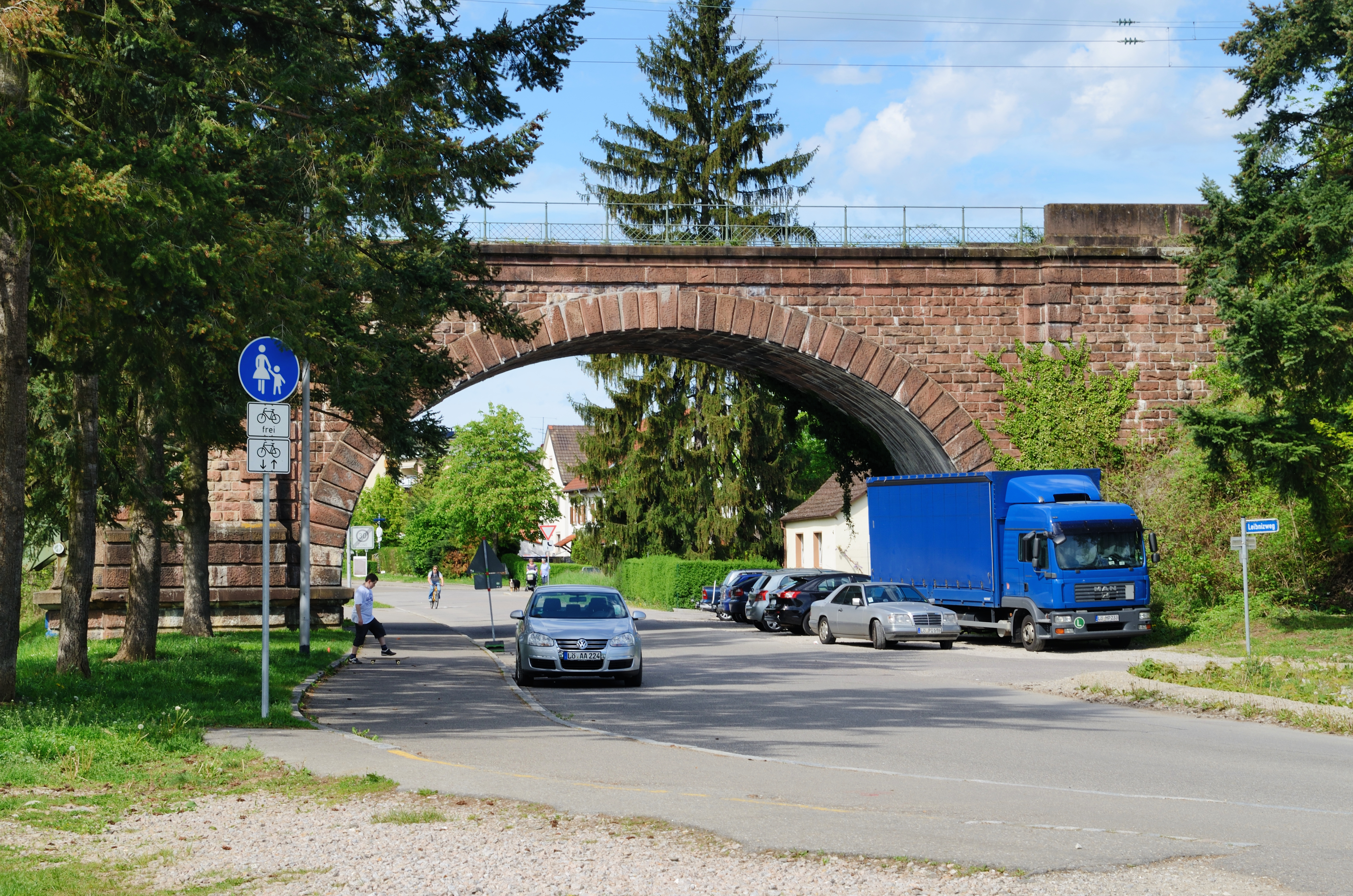
Östlicher Steinbogen der Wiesebrücke
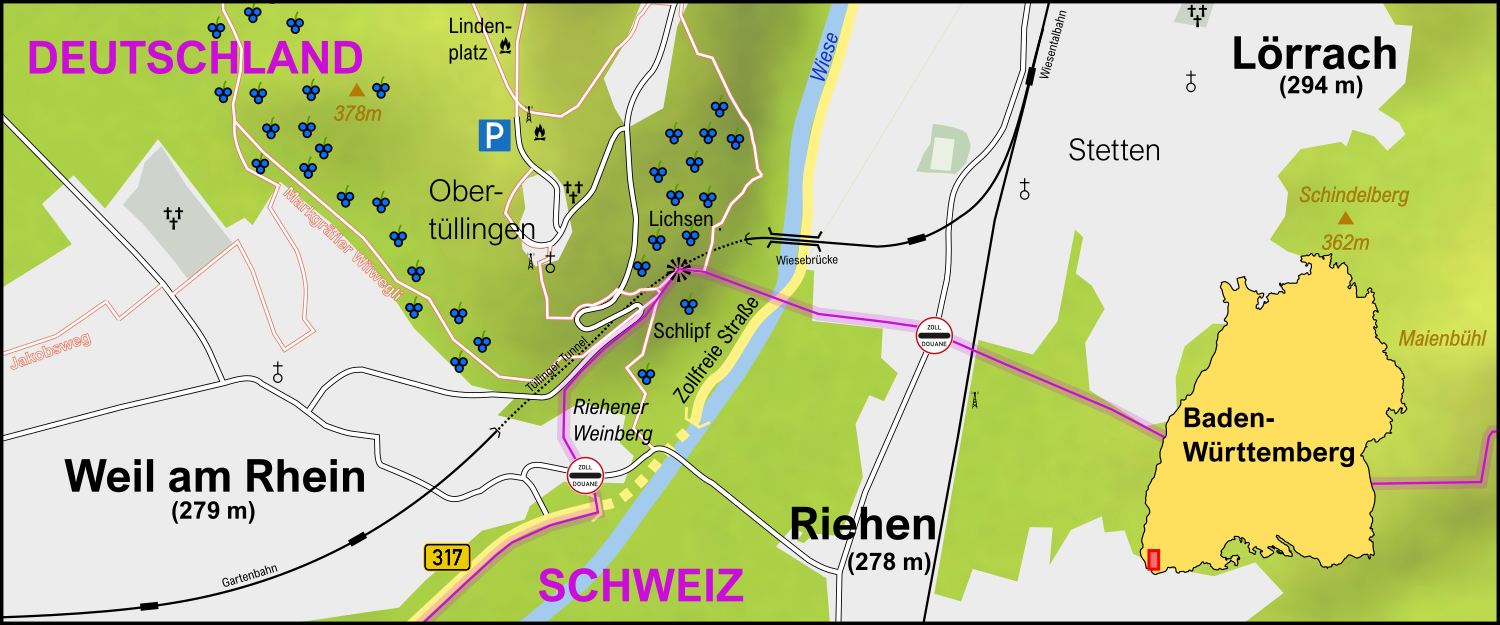
Situationskarte der Wiesebrücke